# Paraegopis oberwimmeri
Paraegopis oberwimmeri is een slakkensoort uit de familie van de Zonitidae. De wetenschappelijke naam van de soort is voor het eerst geldig gepubliceerd in 1965 door Klemm.